# 트럼프 (만화)
트럼프는 네이버 웹툰에서 금요일마다 연재하고 있는 웹툰으로, 이채은 작가가 연재하고 있다.

### 줄거리
사형 위기에 직면한 수배범 아버지와 세상 누구보다 존경하는 단장님 사이,소년의 갈등이 시작된다. <트럼프> 4시즌!